# Becker's

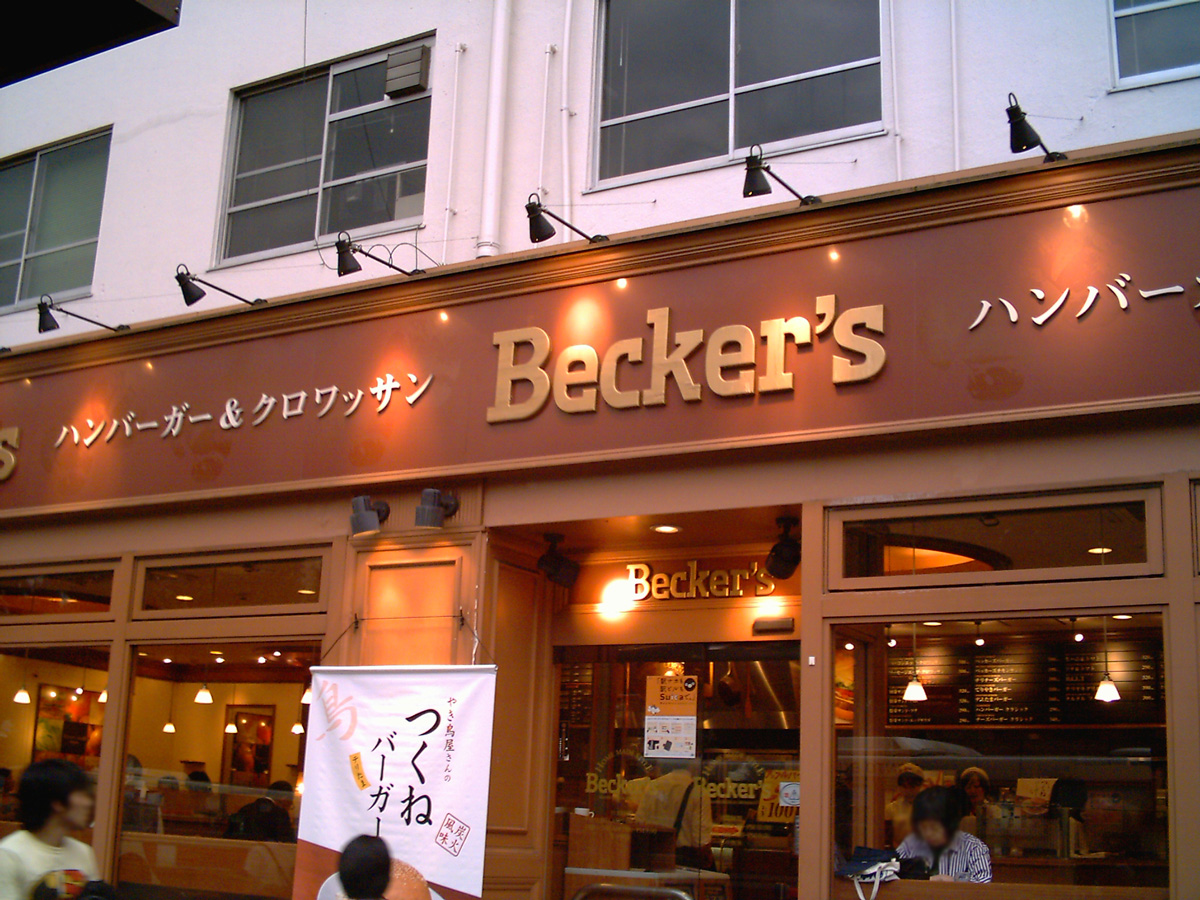
三鷹店
三鷹駅北口ロータリー前

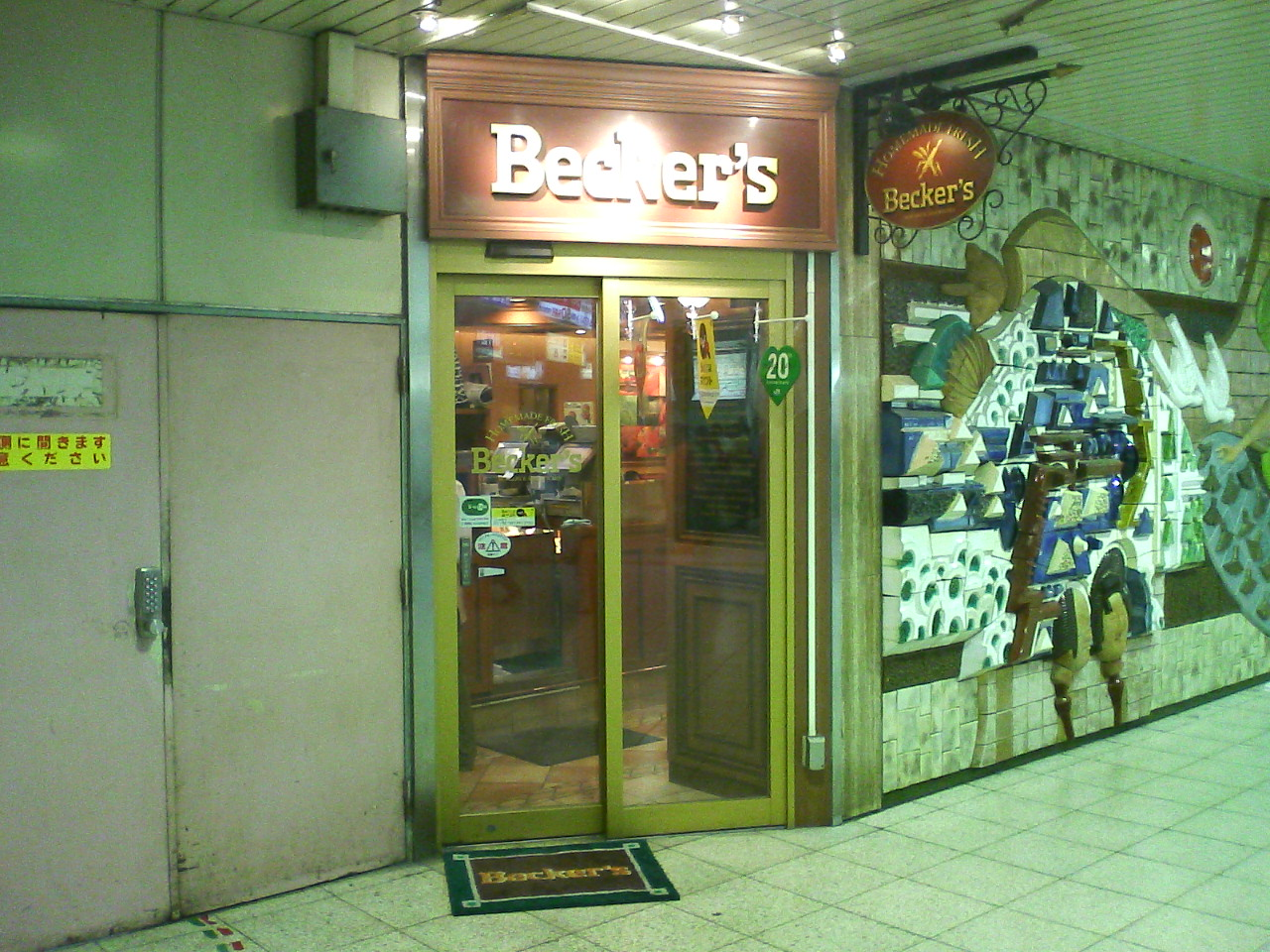
八王子店
八王子駅構内

Becker's（ベッカーズ）は、東日本旅客鉄道（JR東日本）の子会社であるJR東日本クロスステーションフーズカンパニーがかつて展開していた、ハンバーガー・ベーカリーカフェのファストカジュアル形態のチェーン店。首都圏を中心に、関東地方のJRの駅構内（駅ナカ）および駅周辺に集中的に出店していた。
当初はロイヤルやキリンビール子会社が運営していたこともあり、一部のドリンク類はキリンビバレッジ製を採用していた。低価格攻勢を仕掛ける主流チェーンとは対照的にクオリティを重視し、毎日店内で焼くクロワッサンやバンズを用いたサンドウィッチとバーガー類がメイン商品であった。
2023年11月に最後の店舗が閉店してブランドが消滅した。

## 沿革
- 1986年（昭和61年）
  - 5月 - ロイヤルホストを展開するロイヤルホールディングスの井上恵次副社長が、ファストフードショップ業態のチェーン店を展開するために設立したファストフードジャパンを社名変更し、ベッカーズ株式会社を創設[3]。
  - 10月8日 - 東京都新宿区西新宿の超高層ビル「新宿三井ビルディング」に1号店となる新宿三井ビル店をオープン[4][5]。
  - 11月1日 - 大塚駅前（東京都豊島区）に2号店オープン[5]。
- 1987年（昭和62年）3月 - 東京都八王子市にファム店をオープン（忠実屋のファム閉鎖により翌年1月末に閉店）[6]。
- 1988年（昭和63年） - キリンビール、キューピーなどが出資、ロイヤルが事実上撤退[7]。
- 1990年（平成2年）
  - 5月16日 - ベッカーズ株式会社が、ジェイアール東日本レストランに買収され株式会社ジェイ・ビーに商号変更[8]。
  - 9月1日 - 保土ケ谷駅構内に保土ヶ谷店オープン[9][10]。
  - 10月31日 - 新橋駅構内に新橋店オープン[11]。
  - 12月21日 - 洋光台駅構内に洋光台店オープン[12]。
  - 12月23日 - 新杉田駅駅ビル内に新杉田店オープン[13]。
- 1991年（平成3年）
  - 1月17日 - 荻窪駅構内に荻窪店オープン[12]。
  - 3月22日 - 吉祥寺駅構内に吉祥寺店オープン[12]。
  - 7月9日 - 戸塚駅構内に戸塚店オープン[14]。
- 1992年（平成4年）3月19日 - 阿佐ケ谷駅構内に阿佐ヶ谷店オープン[15]。
- 1993年（平成5年）
  - 3月11日 - 同日オープンしたアトレ大井町店内に開店[16]。
  - 12月10日 - 同日オープンしたナムコ・ワンダーシティ鶴見店に開店[17]。
  - 12月15日 - 八王子駅構内に八王子店オープン[18]。
- 1994年（平成6年）3月22日 - 大船駅構内に大船店オープン[18]。
- 1997年（平成9年）
  - 2月 - 中山駅北口に中山店オープン[19]。
  - 10月1日 - 同日オープンしたアトレ恵比寿店内に開店[20]。
- 1998年（平成10年）3月26日 - 御徒町駅南口に御徒町店オープン[21]。
- 2000年（平成12年）12月21日 - 店内パン焼き方式（以前は工場からの仕入れ）に変更[22]。
- 2001年（平成13年）4月1日 - 株式会社ジェイ・ビーがジェイアール東日本レストランに合併され、ジェイアール東日本フードビジネスに改組[23]、運営が同社内「ベッカーズ事業部」となる。
- 2003年（平成15年）10月20日 - 池袋駅東口にあったみどりの窓口跡地に「カフェ＆デリ ベッカーズ」をオープン[24]。
- 2020年（令和2年）4月1日 - ジェイアール東日本フードビジネスが日本レストランエンタプライズに合併され、JR東日本フーズに改組。
- 2021年（令和3年）4月1日 - JR東日本フーズがJR東日本リテールネットに合併され、JR東日本クロスステーションに改組。
- 2023年（令和5年）11月22日 - 最後の店舗であった柏店（柏駅中央口改札内）が閉店し、ブランドクローズ[2]。

## 出店地域
店名の後の括弧書きは店舗の最寄り駅。新業態店の「R・ベッカーズ」はメニューが一部異なり、公式ウェブサイトには掲載されていなかった。
- 東京都
  - 赤羽店（赤羽駅）
  - 昭島駅（昭島駅）
  - 秋葉原店（秋葉原駅）
  - 飯田橋東口店（飯田橋駅）
  - アトレ恵比寿店（恵比寿駅）
  - 恵比寿駅前店（恵比寿駅）
  - 大塚駅前店（大塚駅）
  - 御徒町店（御徒町駅）
  - グランデュオ蒲田店（蒲田駅）
  - 神田店（神田駅）
  - 吉祥寺店（吉祥寺駅）
  - 新宿マイシティ店（新宿駅）
  - 新橋店（新橋駅）
  - 中目黒駅前店（中目黒駅）
  - 八王子店（八王子駅）
  - 日比谷店（有楽町駅）
  - 三鷹店（三鷹駅）
  - 両国店（両国駅）
- 神奈川県
  - 磯子店（磯子駅）
  - 戸塚店（戸塚駅）
  - 中山店（中山駅）
  - 桜木町店（桜木町駅）
  - 関内店（関内駅）
  - 川崎Be店（川崎駅）
  - 川崎ルフロン店（川崎駅）
  - 新川崎三井ビル店（新川崎駅）
  - 武蔵溝ノ口店（武蔵溝ノ口駅）
  - 武蔵小杉店（武蔵小杉駅）
  - ホテルメッツ横浜鶴見店（鶴見駅）
  - アトレ大船店（大船駅）
  - 藤沢店（藤沢駅）
- 埼玉県
  - 川口店（川口駅）
  - 大宮店（大宮駅）
  - 東大宮店（東大宮駅）
- 千葉県
  - 松戸西口店（松戸駅）
  - 市川店（市川駅）
  - 海浜幕張店（海浜幕張駅）
  - 柏店（柏駅）
  - 柏西口店（柏駅）
  - 舞浜店（舞浜駅）
  - 津田沼店（津田沼駅）
  - ホテルメッツ津田沼店（津田沼駅）
  - ペリエ西船橋店（西船橋駅）
  - 蘇我店（蘇我駅）
- 茨城県
  - 牛久店（牛久駅）
- R・ベッカーズ
  - 池袋駅東口店（池袋駅）
  - 田町店（田町駅）

## メニュー
- オリジナルクロワッサン
  - ベーコンエッグ
  - ソーセージエッグ
  - バジルチキン&トマト
  - パストラミハム&モザレラチーズ
  - ベーコンとゴロゴロタマゴサラダ
- ベッカーズロール
  - ベッカーズバーガー
  - ベッカーズフライドチキンサンド
  - 2種チーズバーガー
  - 2種チーズフライドチキンサンド
  - ペッパー&ガーリックバーガー
  - BBQベーコンチーズバーガー
  - ベーコンレタスバーガー
  - ベーコンレタスフライドチキンサンド
  - フィッシュサンド
  - デミたまバーガー
  - てりやきバーガー
  - てりやきフライドチキンサンド
- サイドオーダー
  - フレンチフライポテト
  - スパイシーポテト
  - フレーバーポテト・バター醤油
  - フレーバーポテト・スパイシー
  - フレーバーポテト・チーズ
  - 角切りベーコンの野菜サラダ
  - ミネストローネ
  - プーティーン・グレーピーソース
  - プーティーン・ミートソース
  - プーティーン・ベーコン&チーズ
  - プーティーン・てりまよ
  - プーティーン・ポロネーゼ
  - プーティーン・トリプルチーズ
  - オニオンリング
  - フライドチキン
- ベーカリー
  - 米粉のロールケーキ
  - バニラミルククレープ
  - 種子島安納芋のパイ
  - ニューヨークチーズケーキパイ
- スウィーツ
  - ソフトクリーム（コーン・カップ）
  - ストロベリー&クリームチーズクロワッサン
  - ブルーベリー&クリームチーズクロワッサン
  - スティックショコラパイ
  - スティックチーズパイ
- コールドドリンク
  - アイスコーヒー
  - アイスカフェ・ラテ
  - アイスカフェ・モカ
  - アイスティー
  - アイスミルク
  - オレンジジュース
  - グレープフルーツジュース
  - レモンスカッシュ
  - 自家製ジンジャーエール
  - クリームソーダー
  - コーラフロート
  - コーヒーフロート
  - オレンジフロート
  - ビール
- ホットドリンク
  - ホットコーヒー
  - カフェ・ラテ
  - カフェ・モカ
  - 紅茶
  - ホットミルク
  - ホットショコラ

### セットメニュー
- クロワッサン・プレート｜コールスロー+プチデリ+コールドドリンク（またはホットドリンク）
  - ローストチキンとトマトのバジルソースクロワッサンプレート
  - チキンのきのこプレートクロワッサンプレート
- ベッカーズロール・プレート｜コールスロー+スパイシーポテト+コールドドリンク（またはホットドリンク）
  - てりやきチキンサンドプレート
  - ベッカーズバーガープレート
  - バーベキューベーコンチーズバーガープレート
  - デミたまバーガープレート
- ライ麦サンド・プレート｜コールスロー+プチデリ+コールドドリンク（またはホットドリンク）
  - B.L.Tサンドプレート
  - チキンシーザーサンドプレート
- スープセット｜胚芽サンド ハム&モザレラチーズ+コールドドリンク（またはホットドリンク）
  - ミネストローネとハム&モザレラチーズサンドセット
- サラダセット｜胚芽サンド ホットハムチーズ+コールドドリンク（またはホットドリンク）
  - チキンシーザーサラダとホットハムチーズサンドセット
- お得なセットをプラスしよう！
  - ポテト(M)セット コールドドリンク（またはホットドリンク）
  - フレーバーポテトセット コールドドリンク（またはホットドリンク）
  - プーティーンセット コールドドリンク（またはホットドリンク）